# Филипо Ардженти
Филѝпо Кавичуòли (на италиански: Filippo Cavicciuoli), известен още като Филѝпо Арджèнти или Арджèнте (Filippo Argenti / Argente; † ок. XIII век), е член на флорентинската фамилия Адимари (клон Кавачуоли) и вероятно е член на Черните гвелфи – противници на Данте Алигиери.
Той е споменат от Данте в Песен VIII на „Ад“ („Божествена комедия“) и от Джовани Бокачо в Новела 8 от Ден 9 на „Декамерон“.

## Биография и образ
Филипо Кавичуоли, по прякор „Ардженти“ или „Ардженте“ заради помпозния си навик да подковава коня си със сребърни подкови, е описван от Бокачо като „едър, мускулест и силен мъж, презрителен, ядосан и странен повече от всекиго друго“, може би поради влиянието на поемата на Данте.
В историите от онова време се разказва как веднъж той ударил шамар на Данте и как семейството му се противопоставило на отмяната на изгнанието на поета. Също така се казва, че той е заграбил имуществото на Данте, което е било конфискувано. Спорът между семействата Алигиери и Адимари възниква, когато Ардженти моли съседа си Данте да отиде при съдията и да каже една добра дума за него, за да го освободят от някои проблеми с правосъдието. Данте обаче, който не гледа благосклонно на Ардженти, прави точно обратното, добавяйки към вече съществуващите обвинения това за многократно узурпиране на обществена земя, което води до удвояване на глобата за Ардженти.
Говори се също, че Ардженти е яздел из улиците на Флоренция на кон с широко разперени крака, за да удря в лицето всеки, който се е намирал близо до него. Хората, раздразнени от това му поведение, отишли да се оплачат в Общината, като помолили Ардженти да язди с възможно най-свити крака; молбата е била одобрена, но той нагло продължил да се държи така, сякаш нищо не се е случило. Данте открива и случай на корупция в политиката на управление на Флоренция, в която е замесен Ардженти.

Тъй като Данте го поставя в „Ад“ (7 април 1300 г.) и остава доста верен с присъствието на починалите в Отвъдния свят (с изключение на брат Албериго и Бранка Дория, но осъдени в „Ад“ преждевременно, тъй като телата им са били преместени в реалния свят от демони), а също и в случая с Гуидо Кавалканти (който умира през август 1300 г. и е припомнен от Данте на Фарината дели Уберти, бидейки Адът прекосен през април), може да се предположи, въпреки че това не е конкретна историческа следа, че Ардженти е починал преди 7 април 1300 г. 
Представен е от Данте в неговата „Божествена комедия“ с един от най-изпълнените с насилие и драматизъм пасажи в целия „Ад“ (Песен VIII, ст. 52 – 63) . Векове наред читатели и коментатори се опитват да обяснят насилието, с което Данте и Вергилий се отнасят към този прокълнат: от една страна се излага хипотезата, че бидейки в кръга на Гневливите, Данте влиза в контакт с греха на гнева, почти за да го разбере напълно и да се пречисти от него; от друга страна, трябва да се отбележи, че това обяснение не е достатъчно, за да оправдае жестокостта на цялата сцена. Освен това, ако искаме да слушаме романистите от Флоренция в края на XIV век, може да се заключи с достатъчна сигурност, че личният живот на поета е вил замесен в този епизод. Данте го поставя сред гневливите от Петия кръг на Ада. Докато Флегий транспортира Данте и водача му с лодката си, Ардженти се приближава до него и ядосано го пита защо е стигнал преждевременно до Ада. Данте отговаря, че не е дошъл, за да остане, и го пита кой е, тъй като външният му вид е неузнаваем. Въпреки че Ардженти не отговаря, Данте го разпознава и произнася думи на презрение и осъждане срещу него. Прокълнатият се протяга да го грабне, но Вергилий веднага го отблъсква и се обръща към Данте с хвалебствени думи. Епизодът завършва с това, че Ардженти е разкъсан на парчета от другите ядосани хора, потопени в калта.
| „                           | И аз: „Учителю, бих желал много да го видя да потъне в тази кал преди да излезнем от езерото". И той на мен: „Преди брегът да ти се покаже, ще бъдеш удовлетворен: такова желание е уместно да се удовлетвори“. Малко след това аз видях онова изтезание което му причиниха калните хора, за което на Бог все още отдавам възхвала и благодаря. Всички крещщха: „Върху Филипо Ардженти!“; и онзи странен флорентински дух към самия себе си обръщаше зъбите. | “ |
| „Ад“, Песен VIII, ст. 52-63 | |   |

Италианският рапър Капареца в песента си от 2014 г. „Аддженти е жив“ (Argenti vive) си представя диалог на „завръщане“ между Филипо Ардженти и Данте: „Здравей, Данте, помниш ли ме? / Аз съм Филипо Ардженти, / съседът, когото в „Комедията“ постави сред тези жестоки мъже...“. Микеле Салвемини също споменава Ардженти в „Canthology“ – песен, включена в албума му „Exuvia“ от 2021 г.